# محمد بن خلف
محمد بن خلف، پسر خلف بن لیث، وی با طاهر بن عمرو روابط نیکویی داشت چنانچه بعد از این که طاهر جانشین عمرو شد، وی را به سیستان فرستاد.
وی مردی خردمند و با سیاست بود که‌ بر خلاف طاهر و یعقوب، دو پسر محمد بن عمرو، توانست مردم سیستان را متحد کند. او تا پایان کار خود با طاهر متحد بود و در جریان نبرد بین طاهر و لیث بن علی، به وی یاری رساند.
او با خواهر طاهر ازدواج کرد که‌ نتیجه این ازدواج، احمد بن محمد بن خلف بود.